# Mr. Muhsin
Mr. Muhsin ist eine türkische Filmkomödie aus dem Jahr 1987.

## Handlung
Muhsin ist Musikveranstalter und interessiert sich leidenschaftlich für klassische Musik. Beruflich trifft er auf den selbsternannten Schlagersänger Ali. Durch die verschiedenen Musikgeschmäcker und kulturellen Ansichten entstehen aberwitzige Dialoge und Streitereien. Mit Hilfe von Muhsin steigt Ali auf der Karriereleiter nach oben. Am Ende des Films ist der junge Ali ein gefeierter Star, während der kultivierte Muhsin noch immer als einfacher Veranstalter arbeitet.

## Auszeichnungen
Antalya Golden Orange Film Festival 1987
- Bester Darsteller (Şener Şen)
- Bester Film (Yavuz Turgul)
- Beste Unterstützung eines Schauspielers (Uğur Yücel)
- Bestes Drehbuch (Yavuz Turgul)

Istanbul International Film Festival 1988
- Spezieller Jurypreis (Yavuz Turgul)

San Sebastián International Film Festival 1988
- Prize San Sebastián (Yavuz Turgul)